# Casey Deidrick
Casey Jon Deidrick (Santa Clara, California, 25 de abril de 1987) es un actor estadounidense. Es conocido por haber interpretado a Chad DiMera en la serie de televisión Days of Our Lives.

## Biografía
Deidrick nació en Santa Clara, California; hijo de Barry Jon Deidrick, un electricista y Denise Deck, una enfermera, quienes se divorciaron cuando tenía tres años de edad. Después del divorcio de sus padres, Casey se refugió en el skateboarding. Después de su primer año en la escuela secundaria se mudó a Highlands Ranch, Colorado con su madre. Deidrick continuó con el skate hasta que eventualmente fue patrocinado y compitió en la Vans World Amateur Competition, en 2004. Sin embargo, un accidente lo dejó con una conmoción cerebral severa y decidió abandonar el skate para centrarse en la actuación.
Tiene cuatro medios hermanos menores; Amy y Jake de su padre y su madrastra. y Micayla y Nikole de su madre y su padrastro. Asistió a la Metropolitan State College de Denver durante un año donde se especializó en teatro y psicología.
Deidrick es también el vocalista en una banda de heavy metal llamada A Dreadful Fall.

### Carrera
Deidrick tuvo su primera experiencia como actor en la escuela secundaria cuando él y un amigo audicionaron para la producción de la escuela de Carrusel con una canción de rock. Deidrick asistió a la Convención AMTC (Competición de Actores, Modelos y Talentos, por sus siglas en inglés) en Orlando, Florida, donde conoció a su agente.
En 2006, se trasladó a Los Ángeles para perseguir su carrera de actor y se inscribió en clases de actuación. Trabajó como camarero y finalmente fue contratado como invitado en Wizards of Waverly Place y 90210. En 2009, fue contratado para interpretar a Chad DiMera en Days of Our Lives.
En febrero de 2012, Deidrick hizo una aparición especial en Body of Proof. En abril de 2013, Deidrick hizo apariciones especiales en Glee y Revolution. El 20 de junio de 2013, Deidrick anunció su salida de Days of Our Lives en su cuenta de Twitter, apareciendo por última vez el 30 de octubre de 2013.
En septiembre de 2014, Deidrick fue contratado para interpretar a Tommy Calligan en la serie de suspenso de MTV Eye Candy junto con Victoria Justice, Harvey Guillén, Ryan Cooper y Kiersey Clemons. El 18 de abril de 2015, Justice reveló que la serie había sido cancelada, después de una temporada. El día en que se presentó el último capítulo, los actores hicieron un hashtag en Twitter, pidiéndole a los fanes que los ayudan para que una productora continúe la serie, ya que estaban muy contentos con sus papeles. En 2017, participó de los episodios finales de Teen Wolf.
En 2018, fue contratado para interpretar a Colton Donavan en Driven, junto con Olivia Grace Applegate. Es parte de un servicio de streaming llamado Passionflix. Poco tiempo después, fue contratado para interpretar a Max en la nueva serie de The CW llamada In The Dark, que se estrenó el 4 de abril de 2019. El 24 de abril de 2019, The CW renovó la serie para una segunda temporada.

## Filmografía
| Año  | Título                  | Rol            | Notas            |
| ---- | ----------------------- | -------------- | ---------------- |
| 2012 | I Am Not a Hipster      | Steve          | Sin acreditar    |
| 2016 | Advance & Retreat       | Cody           | Elenco principal |
| 2017 | A Midsummer's Nightmare | Liam           | Elenco principal |
| 2017 | American Satan          | Colton Donovan | Elenco principal |
| 2018 | I Love Dogs/Dog Days    | Jude           | Elenco principal |
| 2019 | Painter                 | Ryan West      | Posproducción    |

## Series de Televisión
| Año         | Título                   | Rol            | Notas            |
| ----------- | ------------------------ | -------------- | ---------------- |
| 2009        | 90210                    | Julian         | 1 episodio       |
| 2009        | Wizards of Waverly Place | Sal            | 1 episodio       |
| 2009 - 2013 | Days of Our Lives        | Chad DiMera    | Elenco principal |
| 2012        | Body of Proof            | Aaron Lux      | 1 episodio       |
| 2013        | Glee                     | Chip           | 1 episodio       |
| 2013        | Revolution               | Teen Miles     | 1 episodio       |
| 2015        | Eye Candy                | Tommy Calligan | Elenco principal |
| 2017        | Teen Wolf                | Halwyn         | 3 episodios      |
| 2018        | Driven                   | Colton Donovan | Elenco principal |
| 2019        | Now Apocalypse           | Jacques        | 1 episodio       |
| 2019        | In The Dark              | Max            | Elenco principal |

## Cortometrajes
| Año  | Título                                          | Rol   | Notas        |
| ---- | ----------------------------------------------- | ----- | ------------ |
| 2009 | Settle                                          | Jimmy | Cortometraje |
| 2013 | Running Up That Hill                            | Ryan  | Cortometraje |
| 2013 | And Still I Rise: Sixty Five Roses              |       | Cortometraje |
| 2016 | All We Know (The Chainsmokers feat Phoebe Ryan) | Man   | Cortometraje |